# Mosambik na Letních olympijských hrách 2000
Mosambik se účastnil Letní olympiády 2000. Zastupovalo ho 4 sportovci (2 muži a 2 ženy) v 2 sportech.

## Medailisté
| Medaile | Jméno           | Sport    | Soutěž            |
| ------- | --------------- | -------- | ----------------- |
| Zlato   | Maria Mutolaová | Atletika | Ženy běh na 800 m |